# Charles de La Cerda

Wapen van Charles de La Cerda

Charles de La Cerda (1326 – 1354) was graaf van Angoulême en was connétable van Frankrijk gedurende de Honderdjarige Oorlog. Charles was een kleinzoon van de Castiliaanse prins Alfons de la Cerda.
De La Cerda was een vertrouweling van koning Jan II van Frankrijk. Zodoende voerde hij commando over de Frans-Castiliaanse vloot in de Slag van Les Espagnols sur Mer, waar hij een nederlaag leed. Toen Jan gekroond werd tot koning van Frankrijk werd De La Cerda benoemd tot connétable van Frankrijk en tot Graaf van Angoulême. In 1351 trouwde hij met Margareta van Blois. In 1354 werd hij door aanhangers van zijn aartsvijand Karel II van Navarra vermoord in een herberg.